# Kong Christian IX's Bisættelse (dokumentarfilm af Ole Olsen)
 For alternative betydninger, se Kong Christian IX's Bisættelse. (Se også artikler, som begynder med Kong Christian IX's Bisættelse)
Kong Christian IX's Bisættelse er en dansk dokumentarisk optagelse fra 1906, der er instrueret af Ole Olsen.

## Handling
Folk står i kø omkring Christiansborg Slot for at komme ind i Slotskirken, hvor kong Christian 9. ligger på lit de parade. Lange køer, politiet holder orden. Fra Slotskirken føres kisten på åben vogn med baldakin over Christiansborg Slotsplads mod Hovedbanegården. Fra Københavns Hovedbanegård køres der med tog til Roskilde. Ankomsten til Roskilde. Borgerlige og kongelige stiger ind i hestevogne og kører formodentlig mod Roskilde Domkirke. Livgarden tager opstilling. Kongelige forlader hus.